# Епархия Исиоло
Епархия Исиоло (лат. Dioecesis Isiolana) — епархия Римско-католической Церкви с центром в городе Исиоло, Кения. Епархия Исиоло входит в митрополию Ньери. Епархия Исиоло распространяет свою юрисдикцию часть территории Восточной провинции. Кафедральным собором епархии Исиоло является церковь святого Евсевия в городе Исоло.

## История
15 декабря 1995 года Римский папа Иоанн Павел II издал буллу «Ad aptius», которой учредил апостольский викариат Исиоло, выделив его епархии Меру.
14 июля 2005 года апостольский викарий Луиджи Локати был убит в результате преднамеренного убийства, совершённого по приказу священника, которого он заставил уйти в отставку.
15 февраля 2023 года Апостольский викариат был возведён в ранг епархии буллой Папы Франциска «Aedificavit sibi domum»; в то же время епархия вошла в состав митрополию Ньери.

## Ординарии епархии
- Luigi Locati (15.12.1995 — 14.07.2005);
- Anthony Ireri Mukobo I.M.C. (25.01.2006 — 2.09.2024, в отставке);
- Peter Munguti Makau, I.M.C. (28.09.2024 — по настоящее время).

## Источник
- Annuario Pontificio, Libreria Editrice Vaticana, Città del Vaticano, 2003, ISBN 88-209-7422-3
- Булла Ad aptius  (лат.)